# Bernd Martin
Bernd Martin (Stuttgart, 10 de febrero de 1955 - 1 de diciembre de 2018) fue un jugador de fútbol profesional alemán que jugaba en la demarcación de defensa. Jugó diez temporadas en la Bundesliga con el VfB Stuttgart y con el FC Bayern Munich y jugó un partido en la ronda de clasificación de la Euro 1980 contra Gales.

## Honores
- Campeón de la Bundesliga: 1984–85
- Finalista de la Bundesliga: 1978–79
- Campeón de la Copa de Alemania: 1983–84
- Finalista de la Copa de Alemania: 1984–85

## Clubes
| Club             | País                | Año       | Partidos | Goles |
| ---------------- | ------------------- | --------- | -------- | ----- |
| VfB Stuttgart    | Alemania Occidental | 1973–1982 | 219      | 23    |
| FC Bayern Munich | Alemania Occidental | 1983-1985 | 16       | 0     |